# Wetschen
Wetschen er en kommune i amtet ("Samtgemeinde") Rehden i Landkreis Diepholz i den tyske delstat Niedersachsen. Kommunen består af landsbyerne Wetschen, Wetscherhardt og Spreckel.
Hemsloh ligger mellem Naturpark Dümmer og Naturpark Wildeshauser Geest omtrent midt mellem Bremen og Osnabrück. I den sydlige ende ligger det beskyttede naturområde Rehdener Geestmoor, der er et højmoseområde på ca. 2000 hektar.